# Sveriges roligaste klipp
Sveriges roligaste klipp var ett svenskt underhållningsprogram på TV4, som började sändas 10 januari 2013. Programledare är Martin Timell.
Hemvideoklipp som anses roliga visas upp inför studiopublik till programledarens kommentarer. Tittarna kan skicka in sina roliga hemvideofilmer till programmet, varav ett urval visas upp i Sveriges roligaste klipp. I varje program bjuds tre finalister in till studion för att tävla om ett förstapris på 50 000 kronor. Vinnaren röstas fram av studiopubliken.

## Kritik
Programmet har efter premiären kritiserats av tittare eftersom det, trots titeln, visar många filmklipp från andra länder än Sverige.